# كوب سوانسون
كيفن لوك «كوب» سوانسون (بالإنجليزية: Kevin Luke "Cub" Swanson؛ مواليد 2 نوفمبر 1983) هو مقاتل فنون قتالية مختلطة أمريكي. يُنافس حاليا في فئة وزن الديك في يو إف سي. سوانسون محترف منذ عام 2004، وهو حاصل على أكثر عدد من الجوائز ما بعد القتال في تاريخ فئة وزنه بثماني جوائز، بما في ذلك فترة عمله في دابليو إيه سي الذي حصل لديهم على تكريم «قتال الليلة» عشر مرات.

## وصلات خارجية
- كوب سوانسون على موقع يو إف سي (الإنجليزية)
- كوب سوانسون على موقع شيردوغ (الإنجليزية)
- كوب سوانسون على موقع Tapology.com (الإنجليزية)
- كوب سوانسون على موقع IMDb (الإنجليزية)
- كوب سوانسون على موقع قاعدة بيانات الفيلم (الإنجليزية)